# Eleição municipal de Petrolina em 1992
A eleição municipal de Petrolina em 1992 ocorreu em 3 de outubro de 1992. O prefeito era Guilherme Coelho, do PFL, que terminaria seu mandato em 1 de janeiro de 1993. Fernando Bezerra Coelho, do PMDB, foi eleito prefeito de Petrolina.

## Resultado da eleição para prefeito

### Primeiro turno
| Candidatos a prefeito        | Número | Votação | Percentual |
| ---------------------------- | ------ | ------- | ---------- |
| Fernando Bezerra Coelho PMDB | 15     | 27.635  | 49,28%     |
| Henrique Cruz PFL            | 25     | 27.408  | 48,88%     |
| Max Medeiros PT              | 13     | 1.033   | 1,84%      |

| Partido | Partido | Candidato               | Votos  | Votos (%) |
| ------- | ------- | ----------------------- | ------ | --------- |
|         | PMDB    | Fernando Bezerra Coelho | 27 635 | 49,28%    |
|         | PFL     | Henrique Cruz           | 27 408 | 48,88%    |
|         | PT      | Max Medeiros            | 1 033  | 1,84%     |
| Totais  | Totais  | Totais                  | 56 076 |           |